# Cambiago
Cambiago is een gemeente in de Italiaanse metropolitane stad Milaan (regio Lombardije) en telt 5742 inwoners (31-12-2004). De oppervlakte bedraagt 7,3 km², de bevolkingsdichtheid is 693 inwoners per km².
De volgende frazioni maken deel uit van de gemeente: Torrazza.

## Demografie
Cambiago telt ongeveer 2328 huishoudens. Het aantal inwoners steeg in de periode 1991-2001 met 27,0% volgens cijfers uit de tienjaarlijkse volkstellingen van ISTAT.
| Jaar | Inwoneraantal |
| ---- | ------------- |
| 1991 | 3821          |
| 2001 | 4852          |

## Geografie
Cambiago grenst aan de volgende gemeenten: Basiano, Cavenago di Brianza, Agrate Brianza, Masate, Caponago, Gessate, Pessano con Bornago.